# Amazopimpla farallonensis
Amazopimpla farallonensis är en stekelart som beskrevs av Edgard E. Palacio 2003. Amazopimpla farallonensis ingår i släktet Amazopimpla och familjen brokparasitsteklar. Inga underarter finns listade i Catalogue of Life.